# Arcidiocesi di Neapoli di Pisidia
L'arcidiocesi di Neapoli di Pisidia (in latino Archidioecesis Neapolitana in Pisidia) è una sede soppressa e sede titolare della Chiesa cattolica.

## Storia
Neapoli di Pisidia, identificabile con Karaagaç nell'odierna Turchia, è un'antica sede arcivescovile autocefala della provincia romana della Pisidia nella diocesi civile di Asia e nel patriarcato di Costantinopoli.
Inizialmente suffraganea dell'arcidiocesi di Antiochia di Pisidia, nel corso del IX secolo la sede venne elevata al rango di arcidiocesi autocefala; il primo arcivescovo noto è Leonzio, che prese parte al concilio di Costantinopoli dell'869.
La sede è documentata nelle Notitiae Episcopatuum del patriarcato di Costantinopoli fino al XIV secolo.
Quattro sono i vescovi noti di questa diocesi. Esichio prese parte al primo concilio ecumenico celebrato a Nicea nel 325. Lucio partecipò al concilio di Costantinopoli del 381. Bassona intervenne al concilio di Calcedonia nel 451 e sottoscrisse nel 458 la lettera dei vescovi della Pisidia all'imperatore Leone I dopo la morte del patriarca Proterio di Alessandria. Sisinnio sottoscrisse gli atti del concilio in Trullo (691/92). Infine Leonzio partecipò ai due concili di Costantinopoli dell'869-870 e dell'879-880 che trattarono la questione del patriarca Fozio di Costantinopoli.
Michel Le Quien aggiunge due vescovi di nome Doroteo: il primo, che avrebbe partecipato al secondo concilio di Nicea del 787, appartiene in realtà alla diocesi di Neapoli di Caria; del secondo Doroteo, Le Quien non riporta alcuna indicazione cronologica.
Dal 1933 Neapoli di Pisidia è annoverata tra le sedi arcivescovili titolari della Chiesa cattolica; la sede è vacante dal 25 maggio 1967.

## Cronotassi

### Vescovi greci
- Esichio † (menzionato nel 325)
- Lucio † (menzionato nel 381)
- Bassona † (prima del 451 - dopo il 458)
- Sisinnio † (prima del 691 - dopo il 692)
- Leonzio † (prima dell'869 - dopo l'879)

### Vescovi titolari
- Pietro Sigismondi † (16 dicembre 1949 - 25 maggio 1967 deceduto)